# Lulu Hofmann Bechtolsheim
 Lulu Hofmann Bechtolsheim  (* 27. Mai 1902 in New York City; † 29. August 1989 in Redlands (Kalifornien)) war eine US-amerikanische Mathematikerin und Hochschullehrerin.

## Leben und Werk
Bechtolsheim wurde als Lulu Hofmann in New York als Tochter deutscher Eltern geboren. Sie absolvierte 1922 in Frankfurt am Main das Realgymnasium der Schillerschule mit dem Abitur, das einem US-amerikanischen Abitur plus ein oder zwei Jahren Universität entsprach. Von 1922 bis 1923 studierte sie Mathematik an der Albert-Ludwigs-Universität Freiburg  und von 1923 bis 1926 an der Universität Zürich. Sie promovierte hier 1927 in Mathematik bei Eugenio Giuseppe Togliatti mit der Dissertation: „Über einige spezielle Strahlenkongruenzen, die mit analytischen Funktionen zusammenhängen“. Während ihres Aufenthalts in Zürich nahm sie auch an der ETH Zürich an Mathematik-Seminaren von Hermann Weyl und George Pólya teil, mit denen sie in den kommenden Jahren weiterhin in Kontakt blieb. Sie traf an der ETH auch Albert Einstein und John von Neumann. Kurz danach zog sie in die USA und hielt 1927 einen Vortrag auf der Grundlage ihrer Promotion bei einem Treffen der American Mathematical Society (AMS) in Chicago. Von 1927 bis 1929 war sie an der Columbia University in New York City Dozentin für Mathematik als Assistentin des Mathematikprofessors Edward Kasner. Von 1929 bis 1936 unterrichtete sie am Barnard College. Sie forschte mindestens bis 1931 im Bereich Geometrie und hielt in den Jahren 1928, 1930 und 1931 zwei Vorträge pro Jahr über ihre Arbeit bei den AMS-Treffen in New York City. 1936 traf sie Baron Wilhelm Alfred von Bechtolsheim an Bord eines Schiffes auf dem Weg von Deutschland nach New York City, wo er für die deutsche Filmfirma UFA in New York City arbeitete. Sie heirateten 1936. 1937 unterrichtete sie am Hunter College in New York City, und von 1937 bis 1940 am koedukativen Queens College, City University of New York. 1938 unternahm sie eine Reise nach Europa und bis 1944 waren sie und ihr Mann nach Kalifornien gezogen. Von 1943 bis 1944 war sie Dozentin für Mathematik an der Stanford University und wurde 1944 Assistenzprofessorin an der University of Redlands. 1950 wurde sie hier außerordentlicher Professor und 1956 Professor bis zu ihrer Pensionierung im Jahr 1961, wobei sie zusätzlich auch Astronomie, Italienisch, Französisch und Deutsch unterrichtete.

## Mitgliedschaften
- Mathematical Association of America
- American Mathematical Society
- American Association of University Professors
- Sigma Xi

## Veröffentlichungen (Auswahl)
- 1928: Hofmann, L.: Synthetic proof of Professor Kasner’s pentagon theorem. Amer. Math. Monthly 35.
- 1928: Hofmann, L.; E. Kasner: Homographic circles or clocks. Bull. Amer. Math. Soc. 34.
- 1929: Hofmann, L.: On a certain metric aspect of plane projective transformations. Bull. Amer. Math. Soc. 35.
- 1955: Übersetzung aus dem Englischen:  Symmetrie, by H. Weyl. Basel: Birkhäuser Verlag.
- 1962: Übersetzung aus dem Englischen:  Mathematik und plausibles Schliessen. Band I: Induktion und Analogie in der Mathematik, G. Polya. Basel: Birkhäuser Verlag
- 1963: Übersetzung aus dem Englischen: Mathematik und plausibles Schliessen. Band II: Typen und Strukturen plausibler Folgerung, G. Polya. Basel: Birkhäuser Verlag.
- 1965: Übersetzung aus dem Portugiesischen:  The Haar Integral, L. Nachbin. Princeton, NJ: Van Nostrand. Review: Zbl 127.07602 (H. Boseck).
- 1965: Übersetzung aus dem Portugiesischen: Topology and Order, L. Nachbin. Van Nostrand Mathematical Series 4. Princeton, N.J.: Van Nostrand.
- 1966: Übersetzung aus dem Englischen: Vom Lösen mathematischer Aufgaben. Einsicht und Entdeckung, Lernen und Lehren. Band I, G. Polya. Basel: Birkhäuser Verlag.
- 1967: Übersetzung aus dem Englischen:  Vom Lösen mathematischer Aufgaben. Einsicht und Entdeckung, Lernen und Lehren. Band II, G. Polya. Basel: Birkhäuser Verlag.
- 1974: Übersetzung aus dem Portugiesischen: Die Kunst des Sehens in der Mathematik, B. de Finetti. Basel: Birkhäuser Verlag.